# Бар (Лоара)
Бар (фр. Bard) насеље је и општина у источној Француској у региону Рона-Алпи, у департману Лоара која припада префектури Монбризон.
По подацима из 2011. године у општини је живело 620 становника, а густина насељености је износила 44,99 становника/km². Општина се простире на површини од 13,78 km². Налази се на средњој надморској висини од 750 метара (максималној 1.271 m, а минималној 417 m).

## Демографија
| 1962. | 1968. | 1975. | 1982. | 1990. | 1999. | 2011. |
| ----- | ----- | ----- | ----- | ----- | ----- | ----- |
| 404   | 335   | 343   | 418   | 518   | 578   | 620   |

График промене броја становника у току последњих година